# Aubignas
Aubignas är en kommun i departementet Ardèche i regionen Auvergne-Rhône-Alpes i sydöstra Frankrike. Kommunen ligger  i kantonen Viviers som ligger i arrondissementet Privas. År 2022 hade Aubignas 477 invånare.

## Befolkningsutveckling
Antalet invånare i kommunen Aubignas
Referens: INSEE